# Czesław Jakołcewicz
Czesław Jakołcewicz (ur. 18 sierpnia 1961 w Cedyni) – polski piłkarz występujący na pozycji obrońcy, wychowanek Czcibora Cedynia, piętnastokrotny reprezentant Polski; trener piłkarski.

## Kariera piłkarska
Karierę zawodniczą rozpoczął w Czciborze Cedynia, następnie w latach 1976–1978 grał w Arkonii Szczecin, a przez kolejne pięć sezonów w Stali Stocznia Szczecin. W latach 1983–2001 związany był z wielkopolskimi klubami: Lechem (trzykrotne mistrzostwo kraju, dwukrotny zdobywca PP i raz – Superpucharu), Wartą i Huraganem Pobiedziska. Występował także w tureckim Fenerbahçe SK i duńskim Odense BK oraz w Chrobrym Głogów. W 1997 grał w Warcie Poznań. W 2000 roku przeniósł się do Huraganu Pobiedziska. W 2000 zakończył karierę.

## Kariera trenerska
W karierze trenerskiej prowadził Lecha Poznań, Kujawiaka Włocławek, Unię Janikowo, ŁKS Łomża, Wisłę Płock, Lider Swarzędz, Stilon Gorzów oraz od 21 grudnia 2009 KSZO Ostrowiec Św..
Pracę w KSZO Ostrowiec Św. zakończył w czerwcu 2011 roku ze względu na spadek tej drużyny do II ligi.
Od 22 czerwca 2011 pełnił funkcję trenera w Warcie Poznań. 22 sierpnia tego samego roku zrezygnował z prowadzenia zespołu.
W sierpniu 2012 objął funkcję trenera rocznika 2001 i 2002 w klubie UKS Lider Swarzędz.
W lipcu 2013 został trenerem juniorów starszych klubu UKS Lider Swarzędz, w którym występuje jego syn.
Od 2019 roku trenuje NKS Niepruszewo.

## Reprezentacja Polski
| l.p. | Data                 | Miejsce    | Przeciwnik     | Rezultat | Rozgrywki       | Grał   |
| ---- | -------------------- | ---------- | -------------- | -------- | --------------- | ------ |
| 1.   | 11 stycznia 1984     | Kalkuta    | Indie          | 2-1      | towarzyski      | 90'    |
| 2.   | 15 stycznia 1984     | Kalkuta    | Chiny          | 1-0      | towarzyski      | 90'    |
| 3.   | 17 stycznia 1984     | Kalkuta    | Argentyna      | 1-1      | towarzyski      | 90'    |
| 4.   | 27 stycznia 1984     | Kalkuta    | Chiny          | 1-0      | towarzyski      | 90'    |
| 5.   | 27 marca 1984        | Zurych     | Szwajcaria     | 1-1      | towarzyski      | od 68' |
| 6.   | 23 września 1987     | Warszawa   | Węgry          | 3-2      | elim. Euro 1988 | od 66' |
| 7.   | 14 października 1987 | Zabrze     | Holandia       | 0-2      | elim. Euro 1988 | od 46' |
| 8.   | 27 października 1987 | Bratysława | Czechosłowacja | 1-3      | towarzyski      | od 59' |
| 9.   | 26 września 1990     | Bukareszt  | Rumunia        | 1-2      | towarzyski      | do 74' |
| 10   | 19 grudnia 1990      | Wolos      | Grecja         | 2-1      | towarzyski      | 90'    |
| 11.  | 27 marca 1991        | Ołomuniec  | Czechosłowacja | 0-4      | towarzyski      | 90'    |
| 12.  | 17 kwietnia 1991     | Warszawa   | Turcja         | 3-0      | elim. Euro 1992 | 90'    |
| 13.  | 1 maja 1991          | Dublin     | Irlandia       | 0-0      | elim. Euro 1992 | 90'    |
| 14.  | 29 maja 1991         | Radom      | Walia          | 0-0      | towarzyski      | 90'    |
| 15.  | 14 sierpnia 1991     | Poznań     | Francja        | 1-5      | towarzyski      | 90'    |